# София Слуцкая
София Юрьевна Олелькович-Радзивилл (1 (11) мая 1586 — 19 (29) марта 1612; пол. Zofia z Olelkowiczów Radziwiłłowa) — княгиня слуцкая и копыльская, жена подчашего литовского Януша Радзивилла, последняя представительница княжеского рода Олельковичей-Слуцких.
Святая Русской православной церкви, канонизирована в лике праведных. Даты памяти: 4 (17) июня (Белоруссия), 19 марта (1 апреля), 3-я неделя по Пятидесятнице (Собор белорусских Святых).

## Биография
Последняя из рода князей Слуцких и Копыльских, потомков великого князя Ольгерда (по линии киевских князей Олельковичей), владелица Слуцкого княжества. Родилась 1 (11) мая 1585. Была единственной дочерью Слуцкого князя Юрия Юрьевича от брака с Барбарой Кишкой. Информация о крещении княжны и о её восприемниках не сохранилась. По утверждению некоторых, княжна была крещена духовником князей Слуцких иереем Малофеем (Матфеем) Стефановичем, настоятелем Свято-Варвариинской церкви Слуцка. Соответственно местом крещения мог служить либо один из замковых храмов Слуцкого «дзядинца», либо сам Варвариинский храм.
Юрий Юрьевич Олелькович-Слуцкий умер 6 мая 1586 г. Из сопоставления даты рождения княжны с днем смерти ее отца, следует, что святая София осиротела, будучи пяти дней от роду. Этот печальный факт хорошо согласуется с мнением, что князь Юрий назначил своей новорожденной дочери двоих опекунов, но, видимо, находясь на смертном одре, не успел закрепить свое решение соответствующим документом, что в будущем дало возможность Ходкевичам получить право на опеку сироты. Мать княжны Софии Варвара Олелько, овдовев, вышла замуж за гомельского старосту Адама Сапегуhttps://minds.by/articles/istoriya-bpc/svyataya-pravednaya-sofiya-slutskaya-sovremennyj-mif-o-konfessionalnoj-prinadlezhnosti; по утверждениям источников, она умерла в 1594 г. Осиротев, София стала богатой наследницей: ей досталась третья часть родового состояния. На протяжении буквально нескольких лет умерли также дяди Софии — Александр и Ян-Симеон. Детей у них не было, и к девочке перешли все остальные владения рода Олельковичей.
Согласно завещанию деда, София стала ещё и княгиней Копыльской. Она стала самой богатой невестой в Речи Посполитой. Опеку над ней взяли Ходкевичи, родственники по женской линии (бабка княжны Софии Юрьевны по материнской линии была урождённой Ходкевич). Младенчество и детство княжна проводила в Берестье и Вильне: сначала девочку опекал староста жемайтский Юрий Ходкевич, забравший её в Вильну, затем Виленский каштелян, брестский староста Иероним Ходкевич.
Сохранились сведения об иконе, части родового наследства, которую княжна сохраняла при себе с самого младенчества: Покров Божией Матери (в богатой ризе). Позже эта икона сопровождала мощи святой. До наших дней не сохранилась.

### Жизнь под опекой и брак
18 (28) октября 1594 опекун княжны Юрий Ходкевич, находившийся в денежном долгу у Радзивиллов, договорился отдать Софью, единственную наследницу колоссального состояния, замуж за Януша Радзивилла, князя биржайской линии (сына Виленского воеводы князя Кшиштофа Миколая Радзивилла-«Перуна»).

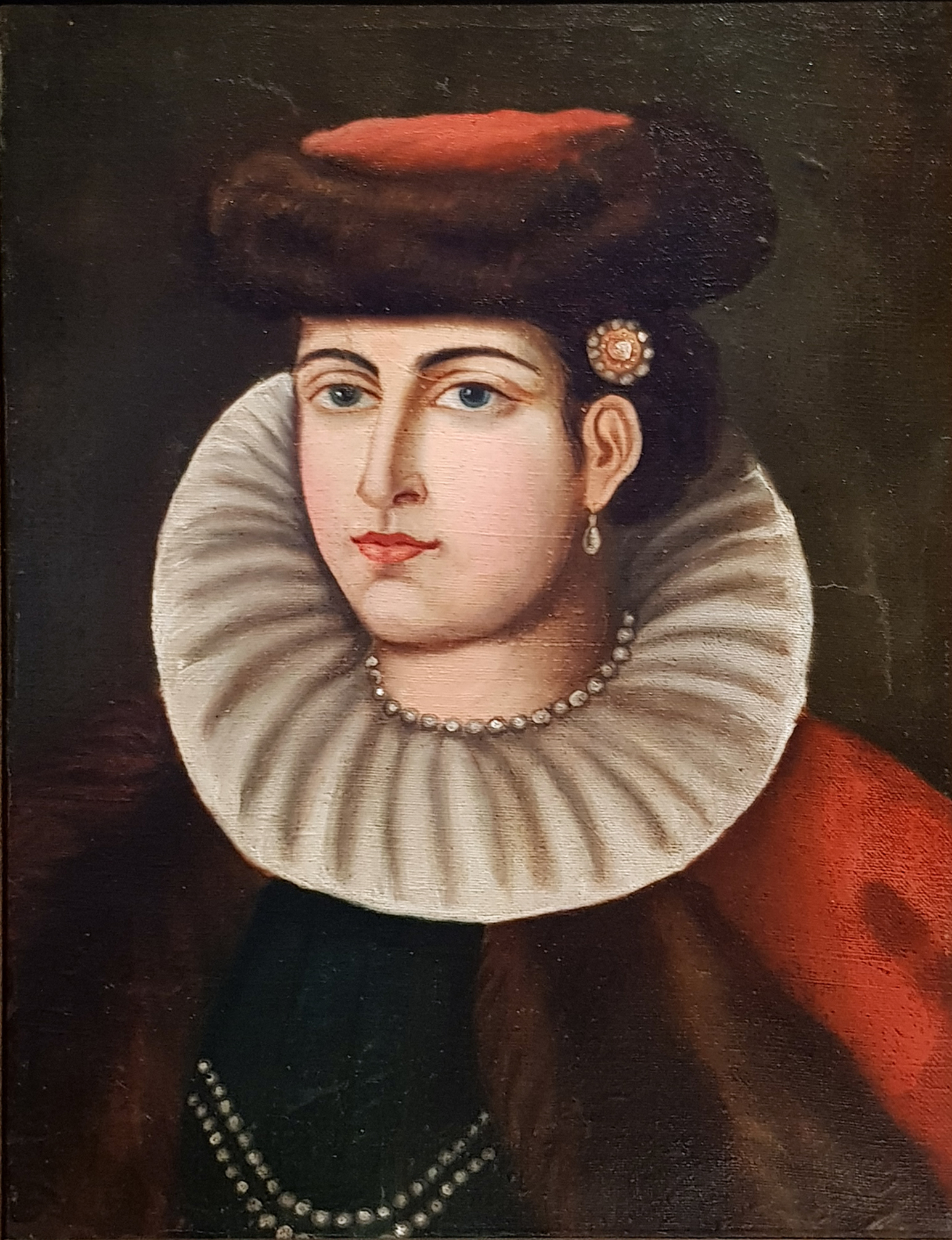
Софья Олелька-Радзивилл. Портрет неизвестного художника XVI в.

Был назначен день бракосочетания — 6 (16) февраля 1600 года, сразу после достижении Софией совершеннолетия (пятнадцатилетия). Позже, в виду смерти Юрия Ходкевича в 1595, новым опекуном Софии становится Иероним Ходкевич, виленский каштелян. Он так же подтверждает предыдущий договор с Радзивиллами. Из архивных документов, о которых речь пойдет далее, усматривается неведение княжны о брачном договоре. Молодому князю Янушу было дозволено видеться с Софией Олелько в доме опекуна в Берестье (ещё при Юрии Ходкевиче). Однако имеется лишь одно упоминание о попытке князя посетить Софию в Берестье, по дороге в Венгрию 19 (29) сентября 1598 года. Встреча не состоялась по воле опекунов. На основании этого нельзя утверждать о согласии в то время Софии на брак с князем Янушем. Скорее наоборот, неудавшийся визит можно объяснить нежеланием опекунов известить Софию о наличии брачного договора.

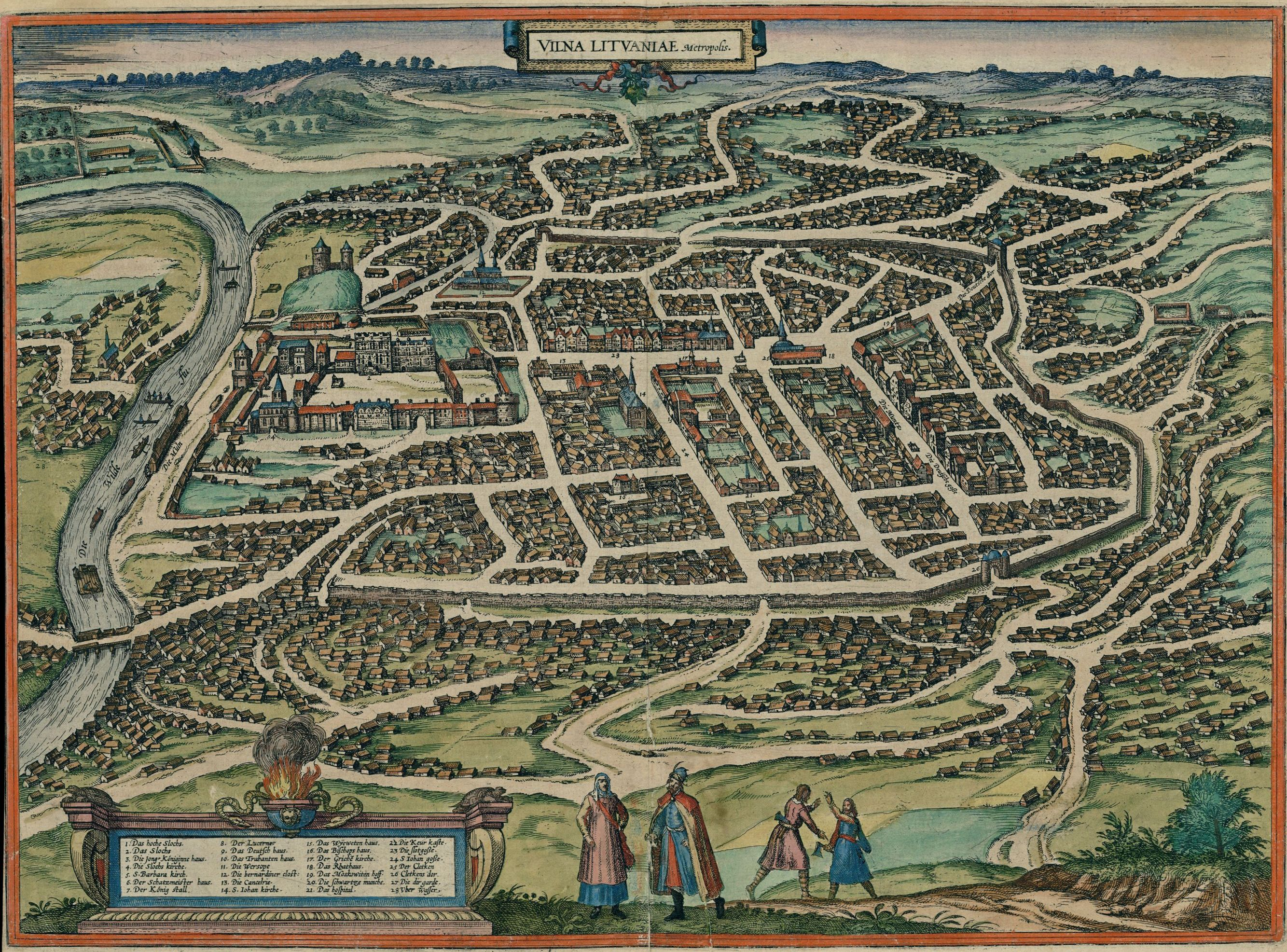
Вильна в 1576 году

В то же время в Литовском Трибунале в 1596 году проходила тяжба между тем же Кшиштофом Радзивиллом и Ходкевичами, Александром и Яном-Каролем, по поводу имения Копысь. Это имение было отбрано Радзивиллом у Ходкевичей.
Ходкевичи неофициально не приняли решения Трибунала и на протяжении нескольких лет пытались по своему решить дело. Так как Ян-Кароль Ходкевич был женат на другой Софии, вдовой княгине Слуцкой (из рода Мелецких), вдове Семёна-Яна, умершего в 1592 году и приходившегося княжне дядей, Ходкевичи пытались убедить общество в принадлежности Копыльского княжества именно этой Софии Слуцкой-Мелецкой, нынешней жене Яна-Кароля Ходкевича. В то время как по существующему закону это княжество принадлежало княжне Софии — по праву наследования, с 1592 года, (так как согласно завещанию деда святой, те из его детей, которые изменят православной вере, лишались отцовского наследства). Ходкевичи же трактовали то, что в силу униатских идей переход в католичество не есть факт вероотступничества, а завещание составлялось до принятия унии. Стало быть, теряя имение Копысь под Оршей, Ян-Кароль Ходкевич надеялся приобрести Копыльское княжество.
Когда приближался срок брака княжны Софии с князем Янушем, эти претензии достигли апогея, ведь Копыльское княжество входило в часть приданого. В конфликт был втянут и опекун Софии Иероним Ходкевич. 8 (18) июня 1599 года бабка княжны Софии по матери, урождённая Ходкевич, внесла репротест против претензий Ходкевичей, считая их неуважительными. Шли судебные тяжбы, увеличивая противостояние двух родов, отягощенное тем, что поскольку речь уже шла и о свадьбе, соглашение о которой было заключено под денежный залог, у опекуна княжны Софии Юрьевны образовался огромный долг перед Радзивиллами. Ходкевичи не могли выплатить, а Радзивиллы не хотели прощать долг. И хотя тяжба началась между Радзивиллами и Яном-Каролем Ходкевичем, в конфликт самым тесным образом вовлекли и опекуна княжны Софии Иеронима. Вся Литва ждала разрешения конфликта.
Событие обрастало слухами и домыслами, но все ждали кровопролития. Обе стороны всерьез готовились к войне. Войска Радзивиллов приступили к Вильне, где жил Иероним Ходкевич в доме со своей опекункой княжной Софией. Послы короля, как и униатский митрополит Ипатий Потей не смогли примирить стороны. Был объявлен трехдневный молебен во всех Храмах и монастырях Слуцка.
До февраля 1600 года юная княжна увещевает князя Януша Радзивилла о благочестии, не давая согласия на брак. Сохранились свидетельства о её отказе от 18 (28) февраля 1600 года. Княжна указывает о доле родства между ею и Янушем Радзивиллом, о конфессиональной принадлежности (князь Януш протестант по крещению):
…и предостерегаючи того, абым таким непорядком и с тем моим за его милость пана Януша Радзивилла вперед Пана Бога не ображала, а потом абых теж учстивост и маетностей моих до жадных небеспечностей не прыводила…

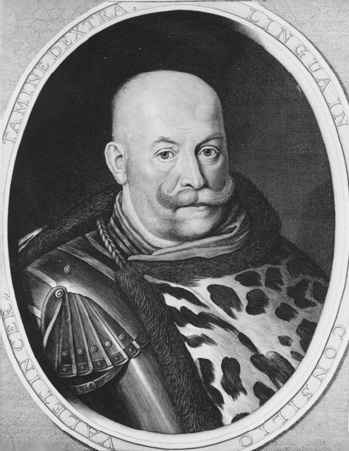
Портрет Кшиштофа Радзивилла-«Перуна», свекра княгини Софии

Приведенные слова, как утверждают, княжна произнесла в момент, когда войско Радзивиллов стояло в самой Вильне, где в «каменице» ждали сражения Ходкевичи. До кровопролития, в которое было вовлечено около 20 000 человек, оставались часы. Своей речью София старалась обелить Ходкевичей перед всей Литвой, высказывая в самый пик ситуации именно свою волю о браке, уповая на Господа, она пытается примирить враждующих до самого последнего момента. Но вдруг, как указывают, случилось неожиданное — не ведавший отступлений Кшиштоф Радзивилл отводит свои войска. Княжна София дает согласие на брак с Янушем. Януш умоляет отца остановить сражение, ибо не пристало воевать в день долгожданного согласия. И мир воцарился не только в Вильне, а по всей Литве. Как пишут в житиях святой: «Во имя мира приняла Святая подвиг крестоношения в браке». Чуть позже Ходкевичи примирились с Радзивиллами и возникавшие споры уже навсегда решались только мирным путём.
Есть информация, что 20 (30) июля 1600 г. жених Софьи обратился к Римскому папе с прошением о разрешении ему заключить брак с княжной, самому оставаясь в католичестве. Вместе с тем, это не соответствует известному факту принадлежности Януша Радзивилла к кальвинистской ветви протестантизма.
Венчание состоялось 1 (11) октября 1600 в одном из соборов Бреста. Пришлось это событие на празднование в честь Покрова Божией Матери. Как благочестивая и законопослушная жена княгиня София записывает в Новогрудском суде на мужа (по своей смерти) все свои земли и состояния.

### Вероисповедание

#### Традиционная версия (о принадлежности к православию)
Чертой представителей рода Олельковичей, к которому принадлежала София, была преданность православию. Из многочисленных документов XV—XVI вв. видно, что слуцкие князья были активными строителями православных храмов и щедрыми их фундаторами. Согласно дарственной записи Регины Хорватовой, подстолины черниговской, от 1748 г. в Слуцке насчитывалось 14 церквей и часовен, основанных Олельковичами: Свято-Троицкий собор, церкви Преображенская, Успенская (замковая), Рождества Христова, Воскресения Христова, вмч. Георгия, свт. Николая, вмч. Варвары, Архистратига Михаила, пророка Илии, Иоанна Крестителя, равноапостольных Константина и Елены, первомученика Стефана и Симеона Богоприимца.
Основанием в пользу православного крещения служит известная приверженность православию отца Софии Юрия ІІІ. Совершителем таинства мог быть духовник князя свящ. Малофей Стефанович. В семье Олельковичей не было такого примера, когда кто-либо из слуцких князей, оставаясь православным, согласился бы крестить своих детей в католичество. Так, Юрий І крестил двух своих дочерей от Елены Радзивилл в православие, добиваясь этого у папы и Жигимонта І Старого. Также у Софии Юрьевны не было двойного имени, которое обычно давалось при католическом крещении.
Сохранение православной веры в роде Олельковичей имело значение также для наследования. Известно, что дед Софии Юрий II завещал в 1578 г. имения своим детям при условии сохранения православного вероисповедания. Два его младших сына Ян Симеон и Александр перешли в католичество в начале 1580-х гг. Старший сын Юрий III, впоследствии отец св. Софии, знал о католичестве своих братьев, при этом он оставался в православии и имел все основания желать, чтобы его дочь также была православной с сохранением видов на все наследство Олельковичей.
После смерти Юрия ІІІ София была передана на попечение Юрия Ходкевича, старосты Жмудского, который находился с ней в родстве (был двоюродным братом Юрия ІІІ Олельковича, отца Софии). Юрий Ходкевич, первый опекун Софьи, перешел из православия в католицизм, но остался щедрым фундатором православных церквей. У него как у старшего сына после смерти отца (1569 г.) проживала мать — Софья Юрьевна Олелько, которая была православной. Таким образом, в доме Юрия Ходкевича сохранялись и православные традиции. Кроме того, при оформлении опеки было известно завещание отца княжны Софии Юрия ІІІ, письменно изъявившего желание воспитать дочь в православии. В детстве княжну часто возили в Слуцк, где она оказывалась в православном мире: буквально на каждой улице она видела православные храмы, воздвигнутые ее предками.
Юрий Ходкевич умер в 1595, опека перешла к его брату Иерониму. К этому времени Ходкевичи задолжали значительную сумму денег Радзивиллам. Оценивая сложившуюся ситуацию, Ходкевичи решили выдать замуж княжну Софию за Януша Радзивилла, сына князя Криштофа Радзивилла, успев еще до смерти Юрия Ходкевича составить брачный договор с единственным условием: София должна быть выдана за Януша по достижении совершеннолетия (13 лет), следовательно, никаких непреодолимых препятствий к заключению брака стороны не видели (хотя уже на тот момент было известно, что Януш — кальвинист). Спустя некоторое время, между Ходкевичами и Радзивиллами начались разногласия по поводу выплаты долга и борьбы за Копысь. Вопрос брака Софии и Януша стал в руках Ходкевичей орудием шантажа. Сначала в качестве препятствия к браку была выдвинута 4-я степень родства между будущими супругами. Затем 6 февраля 1600 года Ходкевичами был составлен протокол встречи их сторонников в виленском имении, который декларировал отказ Софии от брака уже из-за двух препятствий: близкое родство и разность исповеданий: «пан виленский если чынил постановение з его милостю паном воеводою виленским в недорослых летех моих, не будучы ведом воли моее, а снат и тое близкое кровности, которая межы мною и его милостью паном Янушом Радивилом ест, так тежъ и того, ижъ его милость пан Янушъ Радивил не есть набоженства костёла кателицкого, которогом я ест». Наряду с явной тенденциозностью документа, составленного католиками-Ходкевичами, исследователи отмечают, что приведенные в протоколе слова св. Софии конкретизируют не столько ее собственное вероисповедание, сколько его различие с верой жениха. После заключения Брестской унии в 1596 г. в Речи Посполитой декларировалось единство вероисповедания, когда православные официально объявлялись католиками согласно присяге своего высшего духовенства папе римскому. В XVI веке вера «католическая/кафолическая» противопоставлялась новоявленной вере «евангеликов» (протестантов): слово "catholicus" не являлось непременным указанием на католическое вероисповедание. Православные также считали свою веру «кафолической» (ср. «Пространный христианский катехизис Православной Кафолической Восточной Церкви» митрополита Филарета Дроздова), то есть вселенской, универсальной, правильной. Для указания более точного различия между православным и католическим вероисповеданием употреблялись выражения «вера римская», «вера греческая». К тому в документе отсутствует подпись самой княжны, хотя она уже достигла совершеннолетия, то есть была юридически правомочна.
20 июля 1600 Януш пишет папе Клименту VIII с надеждой на получение диспенсации. В этом письме София Янушем упомянута как «девица католической веры». Однако вряд ли у Януша Радзивилла было адекватное представление о религиозных убеждениях княжны Софии. Под бдительной опекой Ходкевичей он редко виделся с невестой, тем более, наедине. Кроме того нелепо думать, что в ходе ухаживания молодого человека за юной княжной обсуждались религиозные вопросы. Поскольку княжна София проживала в семье католиков, то расхожее мнение, естественно, видело в ней тоже католичку. Видимо, и князь Януш разделял его.
Сам же Януш в послании папе не говорит со всей определенностью о своей конфессиональной принадлежности, ограничиваюсь фразой: «Mihi quoque Religionem Sanctam catholikam susci pienti», то есть «и мне, поддерживающему святую католическую религию». По-видимому, Януш не хотел акцентировать внимание на своем кальвинизме, чтобы не сделать дело безнадежным, поскольку смешанные браки Католической церковью запрещены. К тому же в тогдашней Европе настало время напряженного религиозного противостояния: Тридентский собор Католической церкви в 1545—1563 гг. осудил протестантизм, а его сторонников, то есть лютеран и кальвинистов, предал анафеме. Известно еще об одном варианте обращения к папе, который был обнаружен в архиве Ходкевичей и также опубликован.
Ответа из Ватикана на эти письма нет. Видимо, его и не было, или, возможно, письма так и не были отправлены. Как бы то ни было ситуация свидетельствует о том, что Радзивиллы изменили тактику и решили двигаться к браку другими путями. Об этом свидетельствует Иероним Ходкевич в письме от 22 июля 1600 г. Николаю Криштофу Радзивиллу Сиротке, католику. Ходкевич высказывает опасение, «чтобы Госпоже не открылись врата ереси, в чем испытание и спасение другим, которые к этому склоняются». Профессор Минской духовной академии Виталий Антоник трактует эти слова в том смысле, что «врата ереси» — это православное происхождение Софии, о котором узнают Радзивиллы, и для них это обстоятельство станет «спасением». Дело в том, что по канонам Православной церкви для брака княжны Софии и князя Януша не было препятствий, так как Константинопольский Собор 1168 г., состоявшийся при патриархе Луке Хрисоверге, запрещал браки до седьмой степени кровного родства, а князь Януш и княжна София находились в восьмой степени. О том, что препятствий к браку князя Януша и княжны Софии по канонам Восточной церкви нет, Радзивиллы могли узнать от православных, с которыми кальвинисты в 1599 г. заключили союз для совместной борьбы за соблюдение положений Варшавской конфедерации 1573 г. о свободе вероисповеданий, которые постоянно нарушались католическими властями Речи Посполитой. Лидером этого союза со стороны кальвинистов был Криштоф Радзивилл Перун, отец Януша. Для Радзивиллов же, как кальвинистов, считавших венчание простым обрядом, участие в нем изначально возможно без ущерба своей вере. Поэтому венчание Януша и Софии, возможно, состоялось в замковой церкви Бреста, о чем сообщает Бартошевич, ссылаясь на некую рукопись.
Другие исследователи считают, что венчание все же состоялось по латинскому обряду, так как, в то время в Бресте все православные храмы были отобраны униатами, однако не в костеле, а, предположительно, в резиденции воеводы Криштофа Зеновича.
В силу указанных обстоятельств, брак так и не был признан Католической церковью. Более того, есть основания считать, что за это София была отлучена от костёла — такой вывод можно сделать из письма (3.05.1612) Януша Льву Сапеге, в котором он пишет, что княгиня была за что-то excommunicowana.
Со времени вступления в брак с Янушем Радзивиллом линия поведения Софии Олелькович и ряд посмертных фактов не согласуются с принадлежностью к Католической церкви:
1. 31 декабря 1600 Ипатий Потей жалуется Николаю Криштофу Радзивиллу Сиротке, что Януш выгнал из Троицкого слуцкого монастыря униатского наместника и передал его православным под влиянием своей жены Софии.
2. В Слуцке восстановлено Преображенское братство, основанное еще отцом св. Софии Юрием III. В дальнейшем оно получает ставропигию от патр. Иерусалимского Феофана.
3. Выдача 3.12.1611 презенты свящ. Дмитрию Захаревскому на церковь в селе Монастырцы, на которой стоит подпись Януша и Софии.
4. По свидетельству поэта Радзивиллов Соломна Рысинского, София завещала похоронить себя в православном монастыре.
5. Один из составителей генеалогии Радзивиллов записал, что она wiary byla Ruskiey, то есть православной.
6. Софию похоронили в православной церкви: «…последняя княгиня похоронена в Слуцке в русской церкви, хотя была католичка, но ее муж еретик там ее похоронить позаботился» — пишет Шимон Окольский. Для Окольского София была католичкой, так как воспитывалась в семье Ходкевичей, и он не допускает мысли, что погребение в православном храме было ее завещанием, а не выходкой Януша. Правда, в таком случае факт погребения Янушем жены по православному обряду в православной церкви требует дополнительного объяснения, ведь сам он был кальвинистом.
7. В Киево-Печерской лавре было воздвигнуто надгробие в ее честь с эпитафией. Трудно допустить, чтобы радикально настроенные насельники православной обители допустили бы такое чествование католички на своей территории.
8. При Киевском митрополите Петре Могиле началось почитание Юлиании, княжны Ольшанской, и княгини Софии Слуцкой в лике святых. Следует учесть, что Петр Могила был младшим современником Софии Олелькович и потому наверняка имел представление о ее вероисповедании.
9. Аргументом в пользу православия Софии служит также устойчивая местная слуцкая традиция почитания Слуцкой княгини, которая фиксируется исследователями ХІХ и начала ХХ вв.
Конфессиональная принадлежность является внутренним убеждением, но не является неотъемлемым свойством человеческой личности и может подвергаться изменчивости. Судить о внутренних убеждениях человека, можно лишь, когда они проявляются наружно. В эпохе, современной Софии Слуцкой, известны случаи, когда человек не один раз менял конфессиональную принадлежность. Яркий пример — Генрих IV. Был крещен в католичество, но его мать Жанна д’Альбре, верная принципам кальвинизма, воспитала его в духе протестантизма. Во время Варфоломеевской ночи, Генрих, чтобы избежать смерти, перешёл в католичество. Сбежав из Парижа, он вернулся в кальвинизм и участвовал в религиозных войнах на стороне гугенотов. Чтобы занять французский престол, Генрих торжественно отрёкся от протестантизма 25 июля 1593 года в базилике Сен-Дени. Другой пример такой конфессиональной переменчивости — Лев Сапега. Сначала он получил детское православное крещение, во время учебы в Германии перешел в модный тогда кальвинизм, а по возвращении обратно стал практикующим католиком и был одним из деятельных сторонников церковной унии.
Таким образом, версия о православной принадлежности Софии Слуцкой сводится к следующему: София была крещена в младенчестве по восточному обряду, после смерти отца воспитывалась католиками Ходкевичами как католичка. Поскольку брак с Янушем был с точки зрения Католической церкви незаконным, то София была отлучена от костёла. Оказавшись без давления опекунов в родном городе, София восстановила свою связь с Православной церковью, активно ей помогала, завещала похоронить себя в православном храме. С того времени ведет свое начало устойчивая местная традиция почитать ее как человека праведной жизни, что послужило основанием для последующего прославления Софии Слуцкой в лике святых Православной церкви.

#### Альтернативная версия (о принадлежности к католичеству)
В 2000-е годы вопрос о вероисповедании княжны стал дискуссионным. Традиционно София Слуцкая считалась православной. Аргументация исследователей, продвигавших противоположную точку зрения, строится на пересмотре обстоятельств, изложенных в письме Януша Радзивилла от 20 (30) июня 1600 года к Папе Римскому, опубликованном в 1848 году. В аннотации к публикации утверждалось, что жених разрешает своей будущей жене сохранить «веру восточную». Найденная в архиве Ходкевичей (опекунов княжны) копия этого письма содержала просьбу о разрешении на брак в близкой степени родства, не затрагивающую вопрос вероисповедания. Столь существенная разница в тексте стала основанием для его новой трактовки.
Исследователи приводили свидетельства письменных источников о принадлежности Софии Юрьевны к католичеству. Однако все документы, приводимые в качестве доказательств, были созданы от имени Софии Юрьевны ее опекунами-католиками.

Так, во время сессии суда между опекунами княжны католиками Ходкевичами и представителями кальвинистами Радзивиллами 6 (16) февраля 1600 года среди причин, препятствующих браку Софии Олелькович с Янушем Радзивиллом, выставлялось "католическое" вероисповедание невесты:

«…а кsiжна <…> будучы поставлена перед их а паны и пріатели своими и перед нами возными и шляхтами при нас будучи мовила иж <…> пан Іануш Радивил не ест набоженства костёла католицкого, которого я ест…»

Несколько позже Криштоф Радзивилл «Перун» гарантировал своим листом от 13 (23) июня 1600 года, что его сын Януш не будет принуждать свою невесту к принятию его веры (кальвинизм), а также обещал содержать и обеспечивать католического священника, которого княжна себе выберет согласно своей «римской» религии:

«…ma listem swoym warowac poniewasz ysz Xięzna iey M(iło)sc iesth rozna w relij z synem moym podczaszym, ze xięzny iey M(iłos)ci do reliey swoey przymuszac, ani w nabozenstwie iey M(iło)sczi zadnego gwałtu czynic niema. A kapłana ktore(g)o sobie według wiary swey rzymskiey Xiazna iey M(iłos)cz obierze pozwolic ma chowac y opatrowac…»

Сохранились и документы, регламентирующие порядок венчания и вероисповедание священника, который проводил обряд. Согласно этим документам Януш Радзивилл был обязан привезти с собой католического ксендза:

«…podczaszy Wielkie(g)o Xięstwa Litewskie(g)o przybyć ma ku pryęciu szliubu s Xięzną Jey Moscią Słucką maiąc z sobą xiędza reliey rzymskiey, ktory Xiądz ma dac szliub…»

После 1 октября 1600 года (с момента замужества) нет ни одного официального документа, свидетельствующего о принадлежности Софии Слуцкой к католической Церкви. Хотя среди современников есть те, кто признавал ее католичкой. В частности, Симон Окольский писал о смерти княгини:

«Последняя княгиня слуцкая похоронена в русской церкви, хотя была католичкой. Об этом позаботился её муж-еретик.»

Также как довод в пользу католического вероисповедания Софьи приводится то, что супругой Юрия была католичка Барбара Кишка и по существовавшей практике сыновей в смешанном браке крестили бы в вере отца, а дочерей в вере матери.

### Покровительство православным

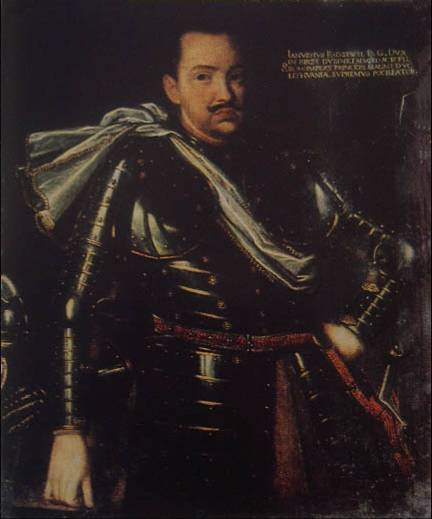
Портрет Януша Радзивилла, супруга княгини Софии

Княгиня активно занималась церковными делами на благо православной церкви: в Речи Посполитой с 1596 года была объявлена церковная уния с Римом. В это время ей принадлежал город Слуцк, и княгиня встала на защиту народа и православных святынь. Жители города смогли сплотиться под сенью своих святынь в Слуцкое Преображенское Братство с целью защиты православия. Вдобавок, Софья убедила своего кальвиниста-мужа выхлопотать у короля Польши грамоту, которая запрещала принуждать её подданных к смене вероисповедания. (Януш подтвердил эти права Слуцка и после того, как Софья скончалась,).

«Чтобы церкви, архимандриты, игумены, монастыри и братства в княжестве Слуцком и других владениях на вечные времена неприкосновенно, без всякой перемены были сохраняемы в совершенной свободе своего богослужения… уния в эти церкви не должна вводиться никаким насильственным или измышленным способом…»

Благодаря этому Слуцк остался единственным городом Великого княжества Литовского, оставшимся независимым от Рима. Вместе с мужем София также много жертвовала и занималась благотворительностью. Архивы до сих пор хранят грамоты четы Радзивилов о пожертвованиях церквям. На Мир-горе Язельского прихода, тогда Бобруйского уезда, София на свои средства строит Покровский Храм. Она своими руками вышивала тяжелейшие золотканные священнические ризы в дар Церквам (Эти ризы сохранились до XX века и описаны, как и Евангелие, воспроизведенное Юрием III, польским исследователем Смолинским в 1903 году). Отмечают её благочестие в житиях:

С участия княгини Софии Слуцк оставался твердыней Православия. Как могла, хранила православных от всех напастей княгиня София Юрьевна. Под её кров стекались сирые, теснимые, гонимые за стойкость в Православии единоверцы из различных имений… Несмотря на опасности пути, она вместе с богомольцами, пешком посещала многочисленные Храмы в дни их престольных праздников.

В 1604 г. и 1608 годах чету Радзивилов постигли несчастья: умерли во младенчестве сын Николай и дочь Екатерина. Этот факт запечатлен у Лейбовича и Котлубая. Исследования генеалогии Радзивиллов, проведенные И.Зварыкой, подтвердили этот момент жизни четы Радзивиллов.

### Смерть
Умерла княгиня София от родов, в Омельно, недалеко от местечка Игумен (Червень). Как свидетельствует эпитафия на ее надгробии: "Софье Олельковичне, происходящей от знатных династий Литовских,
Из славнейшей фамилии Князей Слуцких и Копыльских по отцу, деду, прадеду,
От Георгия, от прадеда Симеона, от прапрадеда Михаила князей в Слуцке и Копыле... Киевского князя Владимира,... брата польского короля, внука Великого Литовского князя Гедимина и правнука Витена,
урожденной из славной фамилии Кишек,
Януш Радзивил князь в Слуцке и Копыле, Биржах и Дубенке, верховный подчаший великого князя Литовского, скорбящий супруг со слезами поставил супруге, славнейшей в свое время женщине по роду, красоте, а более добродетелями. Жила 25 лет, 10 мес., 8 дней.
Дочь Екатерина пережившая ее 16 часами: сначала была зачата, потом терпела муки рождения, и наконец была уже на пороге вечности. (tertio partui vicina).
Отошла 1612 года, Марта 9 дня.https://www.vostlit.info/Texts/rus15/Kalnofojskij/text.phtml?id=1496". Поскольку дочь получила имя, можно утверждать, что князь Януш озаботился , возможно, по просьбе умирающей жены, чтобы новорожденную девочку крестили. Обширные владения последней из рода Олельковичей отошли к мужу, в род Радзивиллов, включая 7 крепостей и дворцов и около 32 деревень.
Её похоронили в Замковой Свято-Троицкой церкви Слуцка, рядом с местом, где покоился её отец князь Юрий Юрьевич. На внешней стороне крышки гроба надпись: «1612 год, марта 19, представилася благоверная София княжна Слуцкая Олельковна Юрьевичовна Ольгердово племя и положена бысть в монастыре Святой Живоначальной Троицы». 
Здесь возникают разногласия, повлекшие за собой неточности относительно даты смерти княгини. Надгробие в Киевской Лавре так и осталось пустым. Однако князь Януш вряд ли мог ошибиться, утверждая этот текст, в дате смерти жены и новорожденной дочери. Общеизвестно, что останки святой Софии всегда пребывали в Слуцке. Почему же их перезахоронение не состоялось, хотя в Киево-Печерской Лавре была воздвигнута гробница? Скорее всего, это было связано с тем, что при митрополите Петре Могиле началось почитание девы Иулиании, княжны Ольшанской, и княгини Софии Слуцкой в лике святых. Естественно, жители Слуцка могли воспротивиться переносу мощей своей княгини, а отныне – и Небесной заступницы.
Смерть супруги глубоко ранила мужа — князя Януша. Его близкий друг, лично знавший княгиню Софию, поэт Соломон Рысинский оставил такие строки в «Эпитафии» (Жалобной песни на смерть Софии):
Ты сохранилась в созвездии Слуцком едина, Между литовскими, славой ярчайшая, первая дочь! Разве ты менее рыцарь, чем гордый супруг твой великий? Сила какая, нагрянув нежданно тебя унесла!…
И по смерти жены князь Януш глубоко уважал традиции, завещанные благочестивой супругой. И действительно, влияние памяти четы Софии и Януша было столь велико, что все Радзивилы, вступая на княжение в Слуцке, обязывались и хранили православие в крае, хотя сами оставались в иноверии.

## Канонизация
Практически сразу после смерти София стала почитаться в народе, как святая покровительница больных женщин, готовящихся стать матерями. Мощи оказались нетленными, на гробнице происходили чудеса. В 1848 году крестный ход с мощами святой спас город от холеры.
В жизнеописании отмечают:

Простой православный люд веками хранит предания о заступничестве благоверной Софии Случчине. Так, согласно её пророчеству в Слуцке, на Юрьевской улице не случилось ни одного пожара. Когда были открыты нетленные мощи святой, то крестный ход с ними не раз спасал город от эпидемий и других бедствий. Учителем Слуцкой Духовной семинарии, иеромонахом Маркианом, в 18 веке, была составлена книга: «Чудеса Благоверной Слуцкой княгини Софии Олельковны, мощами своими в Слуцком Свято-Троицком монастыре нетленно почивающей».

Свидетельств о более ранней общецерковной канонизации святой нет. Но стоит упомянуть о причислении во многих источниках начала XX века её к лику местночтимых в Минской епархии. К вопросу о канонизации святой следует добавить, что православные учёные Польши утверждают о её возможной канонизации во времена Петра Могилы. А. Трофимов в книге «Святые жёны Руси» указывает на дореволюционную канонизацию святой Софии. Решение таких вопросов документами РПЦ отнесено к ведению епархиальных комиссий по канонизации.
Официально Православной церковью София княгиня Слуцкая (память 19 марта (1) апреля) канонизирована по благословению патриарха Московского и всея Руси Пимена в Соборе Белорусских святых 3 апреля 1984 года. Основанием для включения в Собор и дальнейшей канонизации послужил рапорт митрополита Минского и Слуцкого Филарета. Определением Архиерейского собора РПЦ от 3 февраля 2016 года установлено общецерковное почитание святой праведной княгини Софии Слуцкой в числе широко почитаемых местночтимых святых.
Даты памяти: 4 (17) июня (Белоруссия), 19 марта (1 апреля), 3-я неделя по Пятидесятнице (Собор Белорусских святых).

### Мощи и поклонение
Дольше всего нетленные останки почивали в Слуцком Троицком монастыре.
Длительное время мощи святой находились под алтарной частью Спасского храма монастыря. В 1904 году они были перенесены в так называемую зимнюю каплицу монастыря. В 1912 году гроб был помещён за правый клирос Свято-Троицкого храма, напротив придела в честь Святой великомученицы Екатерины. На солее между иконостасом и гробом с мощами стояла в киоте фамильная икона Слуцких князей в серебряной ризе, усыпанной драгоценными камнями. Икона эта в XIX—XX веках почиталась местночтимой, и по описанию Архимандрита Афанасия (Вечерко), была вся увешана вывесками, пожертвованными богомольцами. Перед иконою, по субботам в течение всего года, перед литургией совершался молебен ко Пресвятой Богородице, соединенный с акафистом. Близ гробницы стоял медный подсвечник высотою с аршин, с вылитыми изображениями ангелов при трех ножках, для братской свечи весом в 1—2 пуда. Подсвечник этот всегда стоял на солее близ гроба.
Почитание святой и её мощей не прекращалось никогда. Изначально 17 сентября каждого года о ней служили панихиды. Существовала ещё одна традиция: облачением Святой во гробе занимались только лица женского пола, даже настоятель монастыря не мог присутствовать при облачении. Средства на переоблачение всегда собирались соборно благочестивыми прихожанками. Рядом с нею находились и Святые мощи мученика-младенца Гавриила Заблудовского.
21 февраля 1930 года комиссия в составе начальника отдела Бобруйского исполкома Антонова, доцента БГУ Червакова, управляющего Бобруйской больницей Сурова, представителя церковного совета Троицкого собора Павлюкевича, церковного старосты собора Криводубского, инспектора просвещения Иваницкого, представителя Слуцкого горсовета Сечко, в присутствии настоятеля Троицкого собора епископа Николая (Шеметило) «совершила осмотр» мощей младенца Гавриила и святой Софии, княгини Слуцкой. Была вскрыта рака и составлен протокол осмотра с приложением заключения и фотографий. В выводах комиссия признавала отсутствие специального бальзамирования тел, а нетление обосновывала «типичным примером натуральной мумификации трупа». Затем мощи святой княгини были доставлены в Минск в анатомический музей медицинского факультета БГУ.

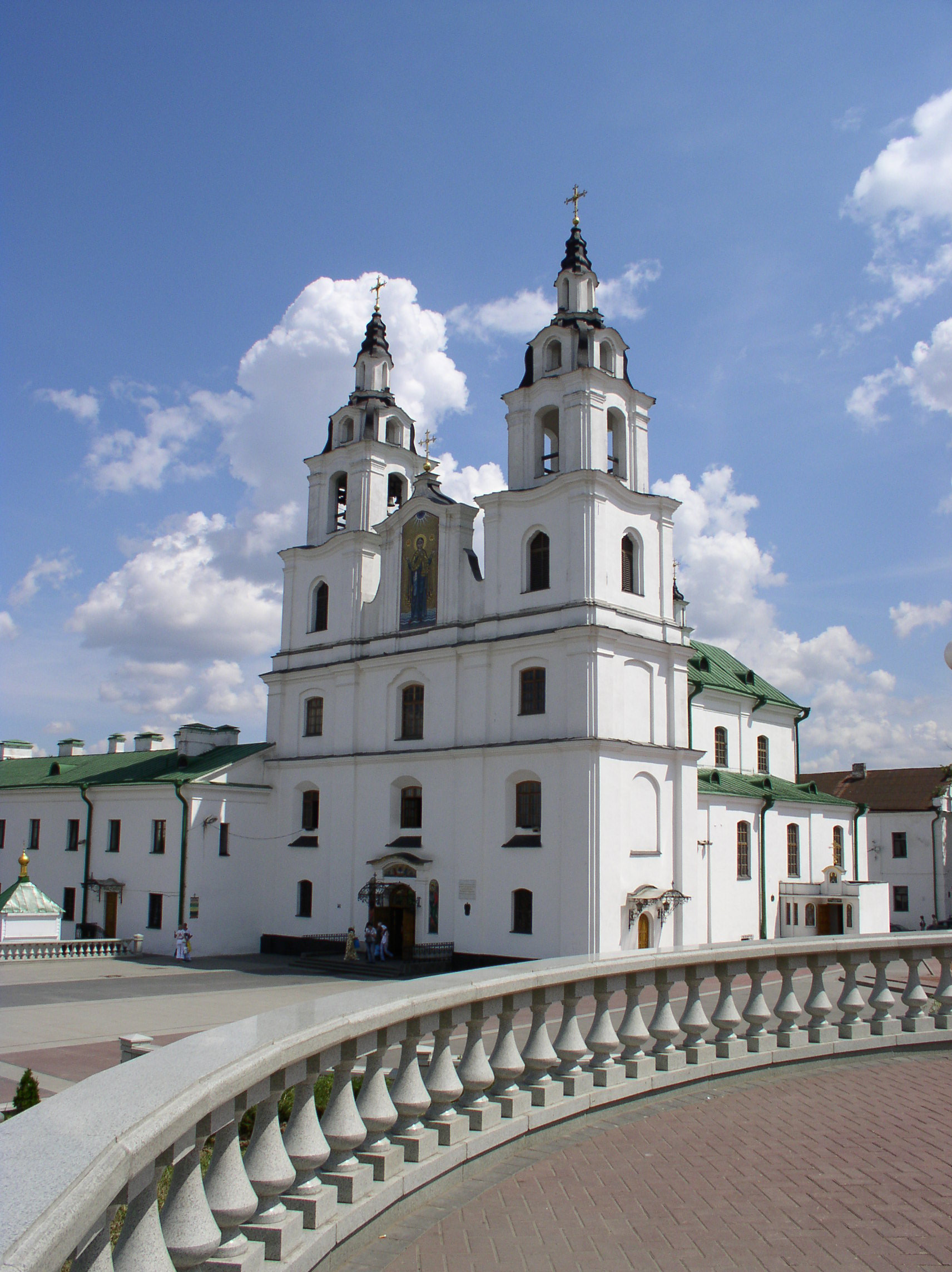
Минский кафедральный собор — нынешнее пристанище мощей святой

Во время оккупации Минска немецкими войсками стараниями подвижников, вероятно, по просьбе настоятеля Свято-Духова собора в Минске жировицкого архимандрита Серафима (Шахмута) (и по разрешению оккупационных властей) мощи были перенесены в Свято-Духов собор, хотя почти всю оккупацию оберегались из-за угрозы вывоза в Германию в подвале одного из частных домов Минска. Только после войны они вновь вернулись в Свято-Духов собор. В жизнеописании Софии Слуцкой отмечают сложный момент этого перенесения:

По свидетельствам очевидцев и современников событий 1941 года, оккупационные власти приняли просьбу о возврате мощей в лоно Церкви, когда их обнаружат в руинах Минска. И вот, в чудом уцелевшем здании мед. факультета БГУ (ныне пл. Независимости), службы вермахта, проводившие осмотр и инвентаризацию уцелевших зданий обнаружили Святыню — мощи Святой. Патруль известил (видимо с ведома командования) причет Минского Свято-Духового Собора, тогда бывшего монастырским храмом, о своей находке, об удовлетворении ранее поступившей просьбы о возврате мощей. 
Сейчас мощи находятся открыто в Свято-Духовом кафедральном соборе.